# پاینی پوینت (مریلند)

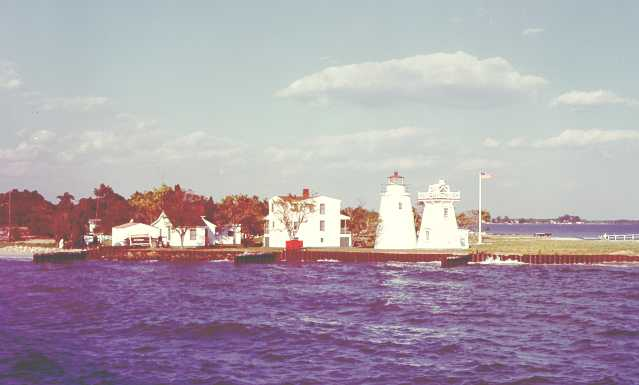
نمایی کهن از شهر پاینی پوینت در ایالت مریلند - قبل از سال ۱۹۵۴

پاینی پوینت (به انگلیسی: Piney Point) شهری در ایالت مریلند کشور ایالات متحده آمریکا است که جمعیت آن در سرشماری سال ۲۰۱۰ میلادی، ۸۶۴ نفر بوده‌است.